# Anomoeotes nigrivenosus
Anomoeotes nigrivenosus és una espècie d'arna de la família Anomoeotidae.
És una espècie endèmica de la República del Congo i Sud-àfrica.